# 巴亞特 (喬魯姆省)
巴亞特是土耳其的城鎮，毗鄰伊斯基利普，距離首府喬魯姆83公里，由喬魯姆省負責管轄，面積770平方公里，海拔高度625米，每年平均降雨量445.2毫米，2010年人口8,479。

40°38′46″N 34°15′40″E / 40.646°N 34.261°E